# Annamanum irregulare
Annamanum irregulare är en skalbaggsart som först beskrevs av Maurice Pic 1925.  Annamanum irregulare ingår i släktet Annamanum och familjen långhorningar. Inga underarter finns listade i Catalogue of Life.